# Jordan Poyer
Jordan Poyer (ur. 25 kwietnia 1991 roku w Dallas w stanie Oregon) – amerykański zawodnik futbolu amerykańskiego, grający na pozycji safety. W rozgrywkach akademickich NCAA występował w drużynie Oregon State.
W roku 2013 przystąpił do draftu NFL. Został wybrany przez drużynę Philadelphia Eagles w siódmej rundzie (218. wybór).